# Оненко, Сулунгу Николаевич
Сулунгу Николаевич Оненко (1916, стойбище Сира, Приморская область — 1985) — советский учёный-нанаевед, лексиколог, лексикограф, кандидат филологических наук (1955), составитель первого большого нанайско-русского словаря, научный сотрудник Сибирского отделения АН СССР.

## Биография
После окончания школы работал на курсах ликвидаторов неграмотности среди взрослого нанайского населения, заведующим Найхинским клубом, инструктором Нанайского Комитета Нового Алфавита.
В 1951 году окончил Ленинградский государственный университет (факультет народов Севера). В 1951—1961 годах — научный работник Ленинградского отделения Института языкознания АН СССР, с 1962 года — сотрудник сектора языков народов Сибири Института истории, филологии и философии СО АН СССР.
В годы учёбы в институте и после его окончания работал в издательстве Главсевморпути, Ленинградском отделении Учпедгиза, занимался переводами с русского на нанайский язык детской, художественной и общественно-политической литературы.
Перевёл на нанайский язык работы А. С. Пушкина, Б. Житкова, Д. Н. Мамина-Сибиряка, В. Бианки, И. Всеволжского и т. д.
Участник Великой Отечественной войны.
Защитил кандидатскую диссертацию. Им создан большой нанайско-русский словарь, написано около 50 научных работ, посвящённых вопросам лексики, фонетики, морфологии нанайского языка. В 1980-е годы предлагал изменить нанайскую орфографию и выступал с докладом на эту тему на конференции в Новосибирске; основным оппонентом реформирования стал О. П. Суник. В дальнейшем эксперимент был отвергнут.
Похоронен в Новосибирске на Южном кладбище.

## Избранные труды[4]
- Оненко С. Н. Нанайско-русский словарь: 12800 слов / Под ред. В. А. Аврорина. — М.: Рус. яз., 1980. — 552 с. — 2850 экз.
- Русско-нанайский словарь : словарь содержит свыше 8000 слов / сост. С. Н. Оненко ; под ред. проф. В. А. Аврорина. - Ленинград : Учпедгиз, 1959. - 258 с.
- Оненко С. Н. Развитие словарного состава нанайского языка в советскую эпоху: Автореф. дис. … канд. филол. наук. — Л., 1955. — 20 с. — 100 экз.
- Оненко С. Н. Русско-нанайский словарь: 5000 слов. — М.: Рус. яз., 1986. — 320 с. — 2100 экз.
- Оненко С. Н. Словарь нанайско-русский и русско-нанайский: Ок. 4000 слов: Пособие для учащихся нач. шк. — 2-е изд., дораб. — Л.: Просвещение, 1989. — 256 с. — 2000 экз. — ISBN 5-09-000133-2.
- Оненко С. Н. Словарь нанайско-русский, русско-нанайский : Более 3600 слов: Пособие для учащихся нач. шк. — Л.: Просвещение, 1982. — 312 с. — 2500 экз.
- Оненко С. Н. Усовершенствование нанайской орфографии: Препринт. — Новосибирск, 1983. — 22 с. — 300 экз.
- Русско-нанайский словарь: Содержит свыше 8000 слов / Сост.: С. Н. Оненко; под ред. В. А. Аврорина. — Л.: Учпедгиз, 1959. — 258 с. — 1000 экз.

## Награды
- Орден Красного Знамени
- Орден Отечественной войны 2-й степени
- медали.